# Волфхаген
Волфхаген (њем. Wolfhagen) град је у њемачкој савезној држави Хесен. Једно је од 29 општинских средишта округа Касел. Према процјени из 2010. у граду је живјело 12.937 становника. Посједује регионалну шифру (AGS) 6633028.

## Географски и демографски подаци
Волфхаген се налази у савезној држави Хесен у округу Касел. Град се налази на надморској висини од 242 – 385 метара. Површина општине износи 112,0 km². У самом граду је, према процјени из 2010. године, живјело 12.937 становника. Просјечна густина становништва износи 116 становника/km².

## Међународна сарадња
| Мјесто | Држава    | Врста сарадње | Од    |
| ------ | --------- | ------------- | ----- |
|        | Француска | партнерство   | 1981. |
| Извор  |           |               |       |